# Occupation allemande de la Biélorussie
 (juillet 2024).
Seconde Guerre mondiale
L'occupation allemande de la Biélorussie fait partie de l'invasion de l'URSS par l'Allemagne nazie le 22 juin 1941 (opération Barbarossa). Le territoire sera libéré en juillet 1944 par la retraite de la Wehrmacht et sa mise en déroute lors de l'opération Bagration.

## Antécédents
Les historiens soviétiques et biélorusses ont étudié ce conflit dans le contexte de la Biélorussie, considérant la RSSB comme une entité constituante de l'Union soviétique en 1941 et de ses frontières, comme un tout. Les historiens polonais, en tout cas une partie, insistent spécialement pour traiter séparément les territoires de l'Est de la Pologne, dans ses frontières de 1921 (alias « Kresy Wschodnie » alias Biélorussie occidentale, qui ont été incorporés dans la RSSB après l'invasion de la Pologne par l'Union soviétique le 17 septembre 1939. Plus de 100 000 personnes en Biélorussie occidentale furent emprisonnées, exécutées ou déportées à l'Ouest de l'URSS par les autorités soviétiques avant l'invasion allemande. Le NKVD (police secrète soviétique) massacra plus de 1 000 prisonniers en juin/juillet 1941, par exemple à Tcherven, Hlybokaye, Hrodna et Vileïka. Ces crimes contribuèrent à l'installation de violents sentiments anti-communistes dans la population biélorusse, qui furent utilisés par les nazis pour leur propagande. Cela fut à l'origine de la collaboration biélorusse pendant la Seconde Guerre mondiale.

## Invasion

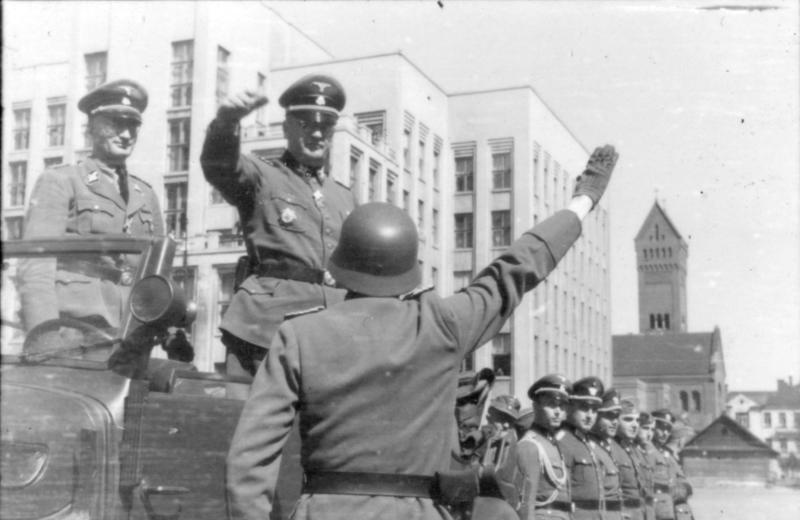
Erich von dem Bach-Zelewski et la Ordnungspolizei à Minsk, capitale de la Biélorussie, vers 1943

Après 20 mois de loi soviétique en Biélorussie de l'Ouest et en Ukraine de l'Ouest, l'Allemagne nazie et ses alliés de puissances de l'Axe (Roumanie, Italie et Hongrie) envahirent l'Union soviétique le 22 juin 1941. La Biélorussie de l'Est subit de lourds combats et l'occupation militaire allemande. À la suite des sanglantes batailles d'encerclements, tout le territoire connu actuellement comme Biélorussie fut occupé par les Allemands à la fin d'août 1941. En ce qui concerne la Pologne et son annexion illégale, la majorité des citoyens polonais ne demandèrent pas la citoyenneté soviétique en 1939-1941. De sorte qu'ils furent des citoyens polonais sous occupation soviétique et plus tard sous l'occupation nazie.

## Occupation
Pour un article plus général, voir Occupation de l'Union soviétique par l’Allemagne pendant la Seconde Guerre mondiale.
Depuis les premiers jours de l'occupation étrangère, un puissant mouvement de mieux en mieux coordonné de partisans soviétiques émerge. Se cachant dans les forêts et les marais, les partisans infligent de lourds dommages aux lignes de ravitaillement et de communication allemandes, démolissant les lignes de chemin de fer, les ponts, les fils télégraphiques, attaquant les dépôts, les réservoirs de carburant et les transports. Ils tendent des embuscades aux soldats de l'Axe. Tous les partisans n'étaient pas pro-soviétiques. Certains étaient regroupés entre Juifs comme les Partisans Bielski. À Assipovitchy, le 30 juillet 1943, quatre trains allemands avec des fournitures sont attaqués et plusieurs tanks Tigre I détruits. Pour combattre ces activités de partisans, les Allemands vont déployer des forces considérables derrière leur ligne de front.

## Crimes militaires
Les Allemands imposèrent un régime brutal, déportant quelque 380 000 personnes en travaux forcés, tuant des centaines de milliers de civils. Au moins 9 200 villages furent incendiés ou pillés en Biélorussie pendant la Seconde Guerre mondiale. Plus de 600 villages comme Khatyn furent totalement rasés et leurs populations massacrées. En tout, 2 230 000 personnes, un quart de la population, furent tuées en Biélorussie pendant les trois années d'occupation allemande, dont 600 000 à 800 000 parmi les Juifs des Ghettos de Biélorussie pendant la Seconde Guerre mondiale.Les Einsatzgruppen et les Sonderkommandos ont joué un rôle important dans ces tueries et massacres de masse.

### Exécutions publiques

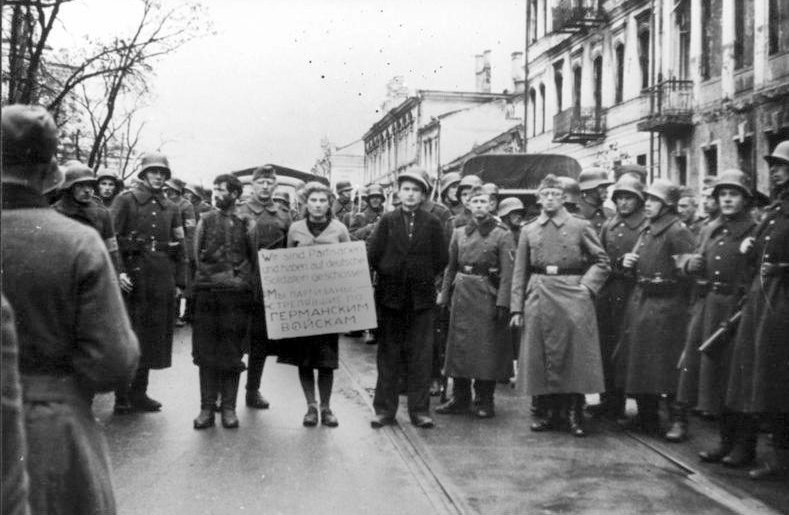
Macha Brouskina avec ses camarades partisans avant sa pendaison à Minsk, le 26 octobre 1941.

À la suite d'une délation, 12 résistants sont arrêtés à Minsk et sont pendus le 26 octobre 1941, parmi elles, Macha Brouskina, Elena Ostrovskaïa, Nadejda Ianouchkevitch, Olga et Volodia Chtcherbatsevitch, Kirill Trus.
Ces douze victimes ne sont qu'une goutte d'eau tragique à côté des milliers de morts en Biélorussie et en Ukraine sur des populations en majorité civiles.

### Opérations anti-partisans
Les opérations de lutte anti-partisans en Biélorussie furent en réalité et surtout des opérations contre les civils (contre la paysannerie biélorusse) sous couvert d'opérations militaires.
On peut résumer ces opérations anti-partisans à des opérations menées sur les arrières du Groupe d'armées Centre allemand visant à séparer les partisans de la population civile des villages. La Biélorussie est un pays très boisé, sa frontière commune avec l'Ukraine est constituée par les marais du Pripet en Polésie, zone très favorable à l'implantation de ce type de résistance. Les Allemands ne pouvaient tolérer une zone d'insécurité pour leurs troupes combattantes et ont essayé par tous les moyens, même les plus cruels, de se débarrasser de cette menace.

## Libération de la Biélorussie
Le 23 juin 1944, la grande offensive stratégique d'été commence : l'opération Bagration qui fut lancée et permit de reconquérir toute la Biélorussie à la fin d'août 1944. Ce nom fut donné par Staline en personne à l'offensive générale des soviétiques du 22 juin au 19 août 1944. Le choix de la Biélorussie est aussi le sien, visant à nettoyer de toute présence militaire allemande la République socialiste soviétique biélorusse. C'est la plus grande opération militaire de l'année 1944. L'objectif final était de se préparer à frapper Berlin au début de 1945.

## Holocauste
La presque totalité de la nombreuse population juive de Biélorussie qui ne fut pas évacuée fut tuée.
Un des premiers soulèvements juifs du ghetto contre les nazis survint en 1942 en Biélorussie, dans la petite ville de Lakhva (voir Ghetto de Lakhva).
Le plus grand ghetto juif de Biélorussie était le ghetto de Minsk. La liste des ghettos en reprend 296 Ghettos de Biélorussie pendant la Seconde Guerre mondiale parmi lesquels, outre celui de Minsk, le Ghetto de Grodno, le Ghetto de Babrouïsk, le Ghetto de Moguilev.

## Après l'occupation
Fin 1944, trente Biélorusses entraînés par l'armée allemande furent largués par air derrière le front soviétique pour susciter de l'insécurité. Ils furent connus sous le nom de Čorny Kot (« Chat noir »), commandés par Michał Vituška. Ils eurent quelques succès initiaux dus à la désorganisation dans les arrière-gardes de l'Armée rouge. D'autres unités biélorusses s'infiltrèrent à travers la forêt de Białowieża et une guerre de partisans à grande échelle éclata en 1945. Mais le NKVD infiltra ces unités et les neutralisa jusqu'en 1957.
Au total, la Biélorussie perdit un quart de sa population d'avant-guerre pendant la Seconde Guerre mondiale, y compris son élite intellectuelle. Environ 9 200 villages et 1 200 000 maisons furent détruites. Les villes principales comme Minsk et Vitebsk perdirent 80 % de leurs édifices et infrastructures urbaines. À cause de la lutte contre les Allemands et de leur ténacité pendant l'occupation allemande, la capitale, Minsk reçut le titre de ville héroïque après la guerre. La forteresse de Brest-Litovsk en Biélorussie reçut le titre de forteresse héroïque.

## Sources
- (en) Cet article est partiellement ou en totalité issu de l’article de Wikipédia en anglais intitulé « Occupation of Belarus by Nazi Germany » (voir la liste des auteurs).

- (es) Cet article est partiellement ou en totalité issu de l’article de Wikipédia en espagnol intitulé « Ocupación de Bielorrusia por la Alemania nazi » (voir la liste des auteurs).